# Morane-Saulnier MS.225
Morane-Saulnier MS.225 byl francouzský stíhací letoun z 30. let 20. století. Byl vyráběn v omezeném množství a byl používán jako přechodový typ mezi posledními typy dvouplošníků a prvními jednoplošníky.

## Vývoj a popis
MS.225 byl letoun hornoplošné koncepce, s křídlem neseným nad trupem za pomoci vzpěr. Letoun měl široký pevný podvozek a byl poháněn hvězdicovým motorem Gnome-Rhône 9Krsd. Letoun měl kruhový průřez trupu, což mu dávalo větší pevnost než u přímého předchůdce letounu, kterým byl typ Morane-Saulnier MS.224. Letouny MS.224 a následně MS.225 byly pokračováním vývoje letounů MS.221 až MS.223, které však měly omezení vyžadované programem Jockey. Program Jockey byl neoficiální název pro program francouzského vojenského letectva na lehký stíhací letoun, který byl vyhlášen v roce 1926. Letoun MS.225 se od typu MS.224 lišil hlavně motorem. MS.224 používal motor Gnome-Rhone 9Asb, zatímco MS.225 používal kapotovaný Gnome-Rhone 9Kdrs s výkonem 500 k.
Letoun byl vyvinut jako dočasná náhrada za stíhací letouny, než budou vyvinuty a zavedeny výkonnější typy. Morane-Saulnier MS.225 byl poprvé předveden jako model na pařížském aerosalónu v roce 1932. Po úspěšných letových zkouškách prototypu byla zahájena sériová výroba.
Letoun dostal zařazení do kategorie C.1 (stíhací jednomístný). Bylo vyrobeno 75 letounů (včetně prototypu). V listopadu 1933 bylo 55 letounů dodáno k letectvu. Námořní letectvo obdrželo první z 16 objednaných letounů v únoru 1934. Tři letouny byly prodány do Číny.
Jeden ze sériových strojů byl pokusně vybaven motorem Hispano-Suiza 12Xcrs o výkonu 690 k, který měl mezi hlavami válců umístěn letecký kanón ráže 20 mm. Tento letoun dostal označení MS.227.

## Operační historie
Letouny MS.225 francouzského letectva (Armée de l'Air) sloužily u 7e Escadre de Chasse (7. stíhací eskadra) v Dijonu a u 2 escadrilles (letek) 42e Escadre (42. letecká eskadra) na základně v Remeši. Letouny byly staženy ze služby v první linii mezi roky 1936 a 1937. Letouny také létaly u l'Escadrille 3C1 námořního letectva v Marignane. Tato jednotka byla na počátku roku 1936 převelena pod francouzské letectvo, kde byla přejmenována na Le Groupe de Chasse II/8.
Armádní akrobatická letka na základně Étampes používala 5 upravených letounů MS.225 se zvětšenou svislou ocasní plochou zatímco poslední pravidelná jednotka letectva používala letouny ke školním účelům na základně Salon-de-Provence.
Při vypuknutí druhé světové války bylo jen 20 letounů MS.225 v letuschopném stavu. Většina z nich byla sešrotována uprostřed roku 1940.

## Varianty
MS.225
Sériová verze s motorem Gnome-Rhone 9Kdrs. Postaveno 75 strojů.
MS.226
Varianta vybavená záchytným hákem v roce 1933 pro působení na letadlových lodích.
MS.227
Varianta používaná pro testování s motorem Hispano-Suiza 12Xcrs s výkonem 515 kW (690 koní) se čtyřlistou vrtulí.
MS.275
Letoun s upravenými křídly a ocasními plochami, který byl poháněn motorem Gnome-Rhône 9Krse s výkonem 515 kW (690 koní). Poprvé vzlétl v roce 1934, ale nebyl sériově vyráběn.
MS.278
Upravený letoun MS.225 vybavený dieselovým motorem Clerget 14Fos s výkonem 388 kW (520 koní).

## Specifikace (MS.225)
Technické údaje pocházejí z publikace „Encyklopedie stíhacích letounů“.

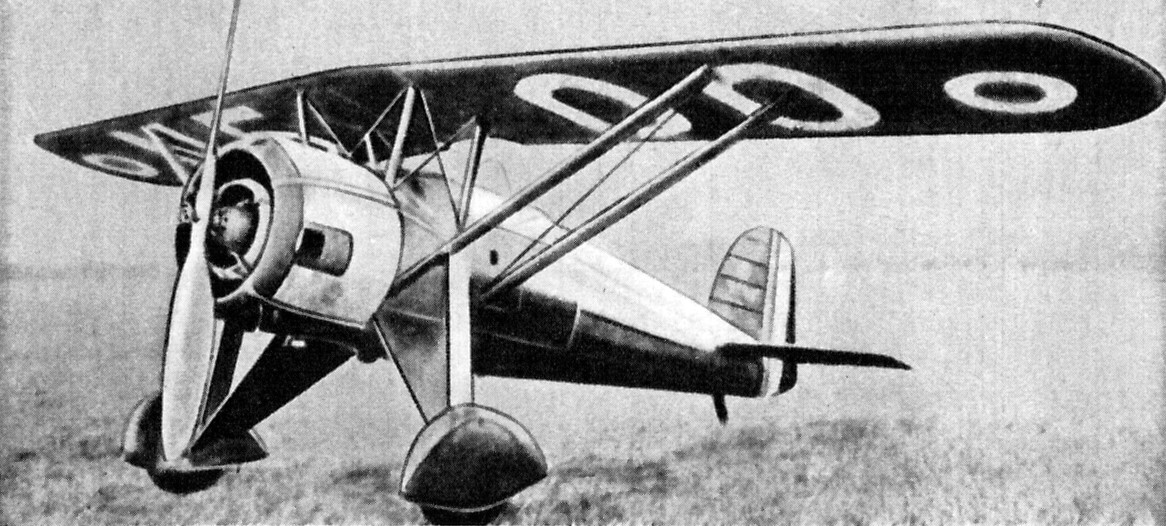
Morane-Saulnier MS.225

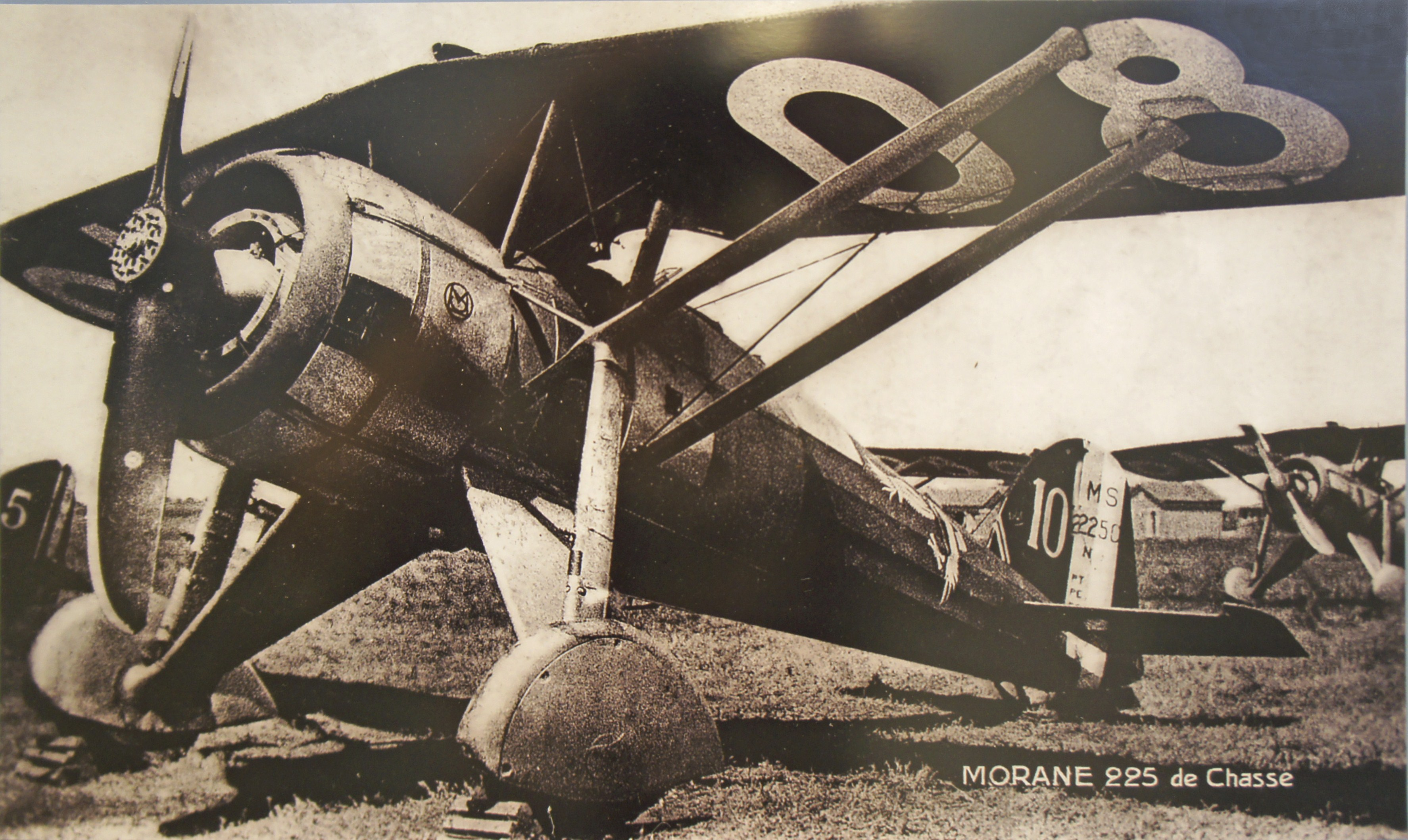
Morane-Saulnier MS.225

### Technické údaje
- Posádka: 1
- Rozpětí: 10,56 m
- Délka: 7,25 m
- Výška: 3,26 m
- Nosná plocha: 17,20 m²
- Plošné zatížení: ? kg/m²
- Prázdná hmotnost: 1 154 kg
- Vzletová hmotnost: 1 590 kg
- Pohonná jednotka: 1× hvězdicový motor Gnome-Rhône 9Kdrs
- Výkon pohonné jednotky: 500 k (373 kW)

### Výkony
- Cestovní rychlost: ? km/h ve výšce ? m
- Maximální rychlost: 334 km/h ve výšce 3 850 m (12 630 stop)
- Dolet: 700 km (378 námořních mil)
- Dostup: 10 000 m (32 810 stop)[4]
- Stoupavost: 6,12 m/s (1 204 stop/min)
- Výstup do 3 000 m (9 840 stop): 5,7 min

### Výzbroj
- 2× kulomet Vickers ráže 7,7 mm v trupu letounu

## Uživatelé

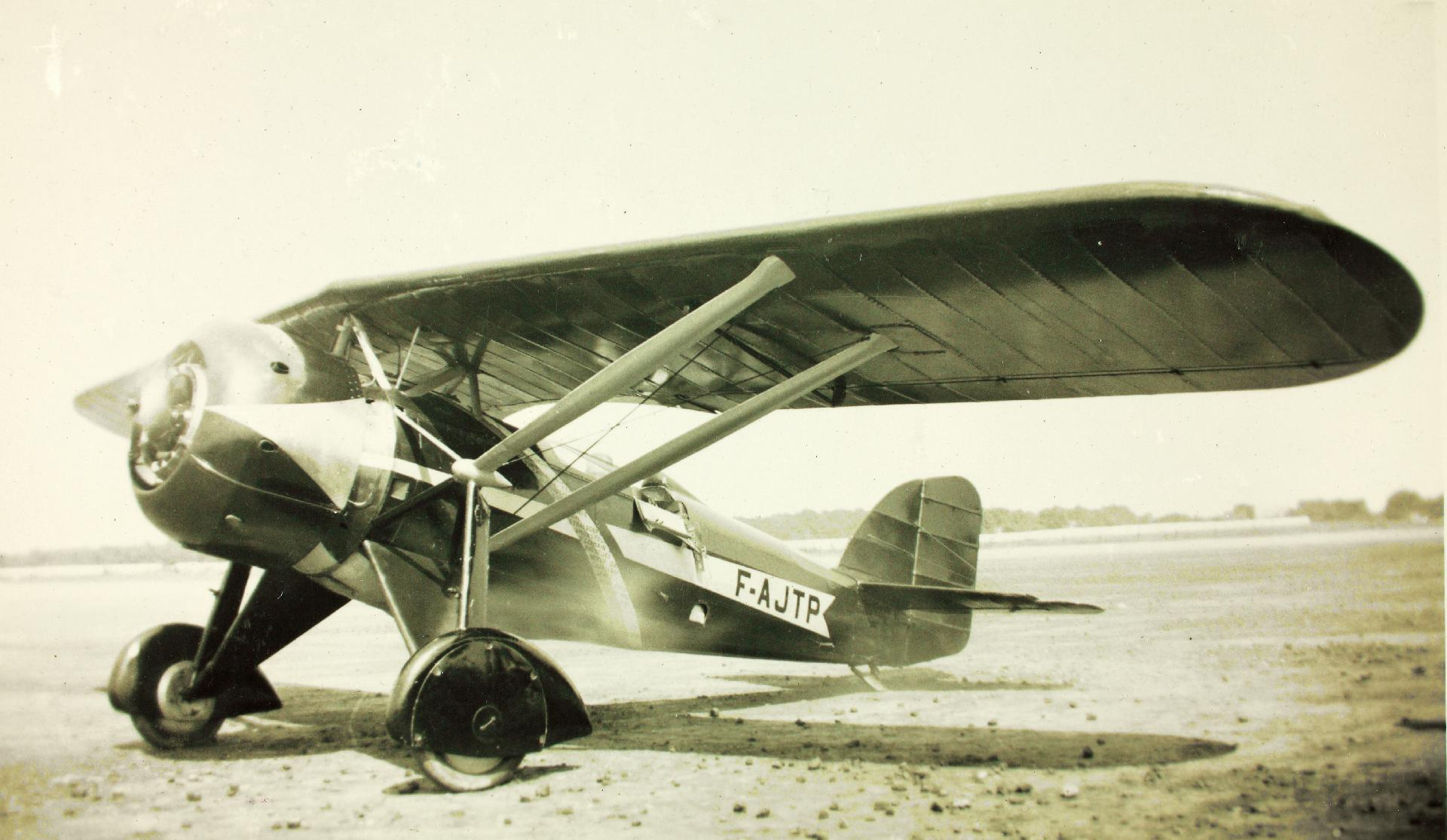
Morane-Saulnier MS.225 (imatrikulace F-AJTP)

Čína
- Prodány pouze tři letouny.

 Francie
- Francouzské letectvo
- Francouzské námořní letectvo